# Episodi di Ultra Violet & Black Scorpion
La prima e unica stagione della serie televisiva Ultra Violet & Black Scorpion è stata trasmessa negli Stati Uniti d'America dal 3 giugno all'11 novembre 2022 su Disney Channel.
In Italia la stagione è stata distribuita in due parti dal 15 marzo al 12 aprile 2023 sulla piattaforma streaming Disney+.
| n° | Titolo originale                     | Titolo italiano                    | Prima TV USA     | Prima TV Italia |
| -- | ------------------------------------ | ---------------------------------- | ---------------- | --------------- |
| 1  | The Violet Behind the Ultra          | Vi presento Ultra Violet           | 3 giugno 2022    | 15 marzo 2023   |
| 2  | You Like Me! You Really Like Me      | L’importanza di un Like            | 3 giugno 2022    | 15 marzo 2023   |
| 3  | Lucha Royale                         | Il Lucha Royale                    | 10 giugno 2022   | 15 marzo 2023   |
| 4  | Sleepover Showdown                   | Il pigiama party                   | 17 giugno 2022   | 15 marzo 2023   |
| 5  | The Legend of the Twelve Masks       | La leggenda delle Dodici           | 24 giugno 2022   | 15 marzo 2023   |
| 6  | ¡Chisme! ¡Chisme! Read All About It! | Pettegolezzi                       | 1 luglio 2022    | 15 marzo 2023   |
| 7  | Ultra Matchmaker                     | Ultra cupido                       | 8 luglio 2022    | 15 marzo 2023   |
| 8  | Ultra Violet Unmasked                | Senza Maschera                     | 15 luglio 2022   | 15 marzo 2023   |
| 9  | Cascada                              | Cascada                            | 22 luglio 2022   | 12 aprile 2023  |
| 10 | Lucha Rules!                         | Secondo le regole                  | 29 luglio 2022   | 12 aprile 2023  |
| 11 | Ultra Friend, Ultra Flake            | Ultra amica Ultra inaffidabile     | 7 ottobre 2022   | 12 aprile 2023  |
| 12 | Forgive Me Not                       | Voglio il mio spazio               | 14 ottobre 2022  | 12 aprile 2023  |
| 13 | Highkey Anxiety                      | Mantenere un segreto               | 21 ottobre 2022  | 12 aprile 2023  |
| 14 | Luis León Won't Go Home              | Luis non se ne va                  | 28 ottobre 2022  | 12 aprile 2023  |
| 15 | Unleash the Cape                     | Scatena il mantello!               | 4 novembre 2022  | 12 aprile 2023  |
| 16 | Ultra Violet vs. Black Scorpion      | Ultra Violet contro Black Scorpion | 11 novembre 2022 | 12 aprile 2023  |